# Javier Alonso Bello
Javier Alonso Bello, más conocido como Javi Alonso, (Adeje, 1 de agosto de 1998) es un futbolista español que juega de centrocampista en el [[Algeciras Club de Fútbol|Algeciras C.F de la Primera Federación cedido por el C. D. Tenerife .

## Carrera deportiva
Nacido en Adeje, Santa Cruz de Tenerife, Islas Canarias, Alonso representó a EMF Adeje, CD Águilas San Aquilino y CD Tenerife en su juventud. 
Javi Alonso debutó como sénior, con el Tenerife B, el 23 de abril de 2017, en un partido de la Tercera División de España.
Con el primer equipo, el C. D. Tenerife, debutó el 17 de noviembre de 2018, en un partido de la Segunda División de España frente al C. A. Osasuna.

## Clubes
| Club                  | País   | Año         |
| --------------------- | ------ | ----------- |
| CD Tenerife B         | España | 2017 - 2021 |
| CD Tenerife           | España | 2018 - Act. |
| Algeciras FC (cedido) | España | 2024 - Act. |